# Орнела Капетані
Орнела Капетані (алб. Ornela Kapetani, нар. 19 червня 1979) — албанська акторка театру та кіно. Закінчила Центральну школу сценічної мови та драматичного мистецтва у 2008 році.

## Вибіркова фільмографія
- 2005 — «Заручник»
- 2017 — «Світанок»